# Trillium parviflorum
Trillium parviflorum là một loài thực vật có hoa trong họ Melanthiaceae. Loài này được V.G.Soukup miêu tả khoa học đầu tiên năm 1980.